# أوغل قايميش
أوغل قايميش (بالإنجليزية: Oghul Qaimish)‏ (المُتوفاة في عام 1251) هي الزوجة الرئيسية لجيوك خان ووصية العرش على الإمبراطورية المغولية بعد وفاة زوجها في عام 1248. أوغل هي سليلة قبيلة ميرغيد. ومع ذلك، يعتقد المؤرخ هوورث أنها كانت سليلة قبيلة الأويرات.

## حياتها
تزوجت أوفل من غويوك بعد أن أطفأ جنكيز خان تمرد عشيرتها في 1216-19. أنجبت أوغول ولدين، خوجة وناكو. وعندما تُوفي زوجها في قمر - سنجر في تركستان، تخلصت أوغل من عشيقاته في أوقطاي خان في منطقة إميل قوبق في عام 1248. وقد ساعد المسؤولون الرئيسيون في غويوك وشينكاي وقادق وبالا أوغول على العمل كوصية على العرش. أمضت أوغل وقتها مع الشامان المغولي وافتقرت إلى مهاراتها زوجة أبيها توراكينا خاتون. في حين حاول أولادهاخوجة وناكو وشيرمان حفيد أوقطاي خان تأمين إدعاءاتهم على العرش، بينما دعم شاجاتايد خان وييسو مونجكي  حق أوغل بشكل كبير.
أرسل الجنرال  جيكداي نويان قبل أو أثناء عهد أوغل سفيرًا إلى لويس التاسع ملك فرنسا ليقدم تحالفاً ضد المسلمين. أرسل لويس رجاله برئاسة أندريه دي لونجومو استجابةً لطلب الجنرال ولكن بعد أن استقبلتهم أوغل أثناء رحلتها إلى إميل، أرسلتهم بعروض ورسائل معلنة عن طلب المغول للاستسلام.
في عام 1249، رتب باتو خان حفلًا حيث تم اختيار مونكو خان في خاقان في ألا قاماق كقائد للقبيلة الذهبية. رفضت أوغل دعوة باتو وأرسلت بالا إلى تلك الحفلة للمطالبة بانتخاب شاير مون أو واحد من أقداديين خان. عندما قام التولويون والقائد الذهبي بتنظيم حفلًا ثانيًا على نهر خيرلن في عام 1251، والذي نُصبت فيه مونكو خان رسمياً، رفضت أوغل قايميش مع ابنها خوجة أن تأتي، وأيدها في ذلك  معظم أمراء الأوقديد والشجاتايد.
بعد أن تم انتخاب منافستها في عام 1251، حاول أبناء أوغل قايمش وشيرمان الإطاحة بمونكو خان. وعندما تم اكتشاف المؤامرة، تم نفي خوجة إلى جبهة جنوب الصين وتم إعدام شيرمان. تم استدعاء أوغ قايميش ووالدة سيرمان قداقاش إلى المحكمة واعتقالهم. عندما تم تجريد أوغل قايميش من ملابسها، غضبت سرقويتي بيجي وغيرها من النساء الإمبراطوريات اللواتي استجوبنها في منزل اليورت المغلق. تم إعدامها  بعد تعذيبها من خلال لفها باللباد وإلقائها في النهر.